# Supercopa d'Espanya de bàsquet de 2007
La Supercopa espanyola de bàsquet 2007 es va disputar al Bizkaia Arena, a Bilbao. Els equips participants van ser:
- Iurbentia Bilbao - equip organitzador
- Reial Madrid - Campió de la Lliga ACB 2006/07
- Regal FC Barcelona - Campió de la Copa del Rei de bàsquet 2007
- TAU Vitòria - 3r a Lliga ACB 2006/07

## Quadre resum
|  | Semifinals              | Semifinals   |    |  | Final                   | Final |  |
|  |                         |              |    |  |                         |       |  |
|  | 28 de setembre - Bilbao |              |    |  |                         |       |  |
|  | Reial Madrid            | 82           |    |  |                         |       |  |
|  | TAU Ceràmica            | 83           |    |  |                         |       |  |
|  |                         |              |    |  |                         |       |  |
|  |                         |              |    |  | 29 de setembre - Bilbao |       |  |
|  |                         |              |    |  | Iurbentia Bilbao        | 73    |  |
|  |                         | TAU Ceràmica | 85 |  |                         |       |  |
|  |                         |              |    |  |                         |       |  |
|  |                         |              |    |  |                         |       |  |
|  |                         |              |    |  |                         |       |  |
|  | 28 de setembre - Bilbao |              |    |  |                         |       |  |
|  | Iurbentia Bilbao        | 74           |    |  |                         |       |  |
|  | Regal FC Barcelona      | 67           |    |  |                         |       |  |

### Semifinals
| 28 de setembre del 2007, 19:00                                    |       |                                                                    |                                                                                  |
| Reial Madrid · Pts. Bullock 27 · Reb. Hervelle 8 · Ass. Bullock 3 | 82-83 | TAU Vitòria · Pts. Prigioni 20 · Reb. McDonald 6 · Ass. Prigioni 5 | Bizkaia Arena, Bilbao Joan Carles Mitjana Miguel Ángel Pérez Pérez Vicente Bultó |
|                                                                   |       |                                                                    | Bizkaia Arena, Bilbao Joan Carles Mitjana Miguel Ángel Pérez Pérez Vicente Bultó |

| 28 de setembre del 2007, 21:30                                    |       |                                                                         |                                                                                        |
| Iurbentia Bilbao · Pts. Huertas 16 · Reb. Weis 6 · Ass. Huertas 4 | 74-67 | Regal FC Barcelona · Pts. Lakovic 23 · Reb. Ilyasova 9 · Ass. Sánchez 8 | Bizkaia Arena, Bilbao Juan Carlos Arteaga Jose Ángel Martín Bertrán Daniel Hierrezuelo |
|                                                                   |       |                                                                         | Bizkaia Arena, Bilbao Juan Carlos Arteaga Jose Ángel Martín Bertrán Daniel Hierrezuelo |

### Final
| 29 de setembre del 2007, 20:00                                       |       |                                                                     |                                                                                   |
| Iurbentia Bilbao · Pts. Huertas 18 · Reb. Pasalic 6 · Ass. Salgado 4 | 73-85 | TAU Vitòria · Pts. Rakocevic 23 · Reb. Splitter 7 · Ass. Prigioni 7 | Bizkaia Arena, Bilbao Juan Carlos Arteaga Francisco de la Maza Daniel Hierrezuelo |
|                                                                      |       |                                                                     | Bizkaia Arena, Bilbao Juan Carlos Arteaga Francisco de la Maza Daniel Hierrezuelo |